# Alan Snoddy
Alan Snoddy (født 29. marts 1955) er en tidligere nordirsk fodbolddommer, som har dømt i VM i fodbold i 1986 i Mexico (én kamp) og i 1990 i Italien (én kamp).

## Karriere

### VM 1986
- Portugal – Marokko 1-3 (gruppespil).

### VM 1990
- Vesttyskland – Colombia 1-1 (gruppespil).

### Kampe med danske hold
- Den 5. oktober 1988: Europa cuppen: Brøndby IF – Club Brügge 2-1.